# Brgule (Tuzla, BiH)
Brgule su naselje u općini Tuzla, Federacija BiH, BiH.

## Položaj
Nalazi se između Milešića, Pogorioca, Kalajeva i Mihatovića, uz prugu Tuzla - Srebrenik - Brčko i cestu M113/M 1.8.

## Crkva
Naselje Brgule pripada župi sv. Franje Asiškog u Šikari. U Brgulama je podružna crkva župe sv. Ante Padovanskoga u Lukavcu. Kamen temeljac crkve blagoslovljen je 2000. godine, a crkva je posvećena sv. Nikoli Taveliću. Nova crkva je pokraj stare kapelice sv. Filipa i Jakova.

## Stanovništvo
Među ovdašnjim prezimenima su Jokić, Barušić, Marković, Čukić, Antunović.
| Brgule             |       |       |       |       |
| godina popisa      | 1991. | 1981. | 1971. | 1961. |
| Hrvati             | 152   | 200   | 160   |       |
| Srbi               | 2     |       |       |       |
| Muslimani          |       |       |       |       |
| Jugoslaveni        | 13    |       |       |       |
| ostali i nepoznato | 22    | 2     |       |       |
| ukupno             | 189   | 202   | 160   |       |